# Rho2 Cephei
ρ2 Cephei (Rho2 Cephei) ist ein Hauptreihenstern der Spektralklasse A3 mit einer scheinbaren Helligkeit von 5,5 mag. Er liegt im Sternbild Cepheus und befindet sich in einer Entfernung von ca. 245 Lichtjahren; seine projizierte Rotationsgeschwindigkeit beträgt v·sin(i) = 120 km/s.
Der Stern trägt den historischen Eigennamen Al Kalb al Rai (arabisch الكلب الراعي, DMG al-kalb ar-rāʿī ‚Schäferhund‘).